# Dendrobium capillipes
Dendrobium capillipes är en orkidéart som beskrevs av Heinrich Gustav Reichenbach. Dendrobium capillipes ingår i släktet Dendrobium, och familjen orkidéer. Inga underarter finns listade i Catalogue of Life.

## Bildgalleri

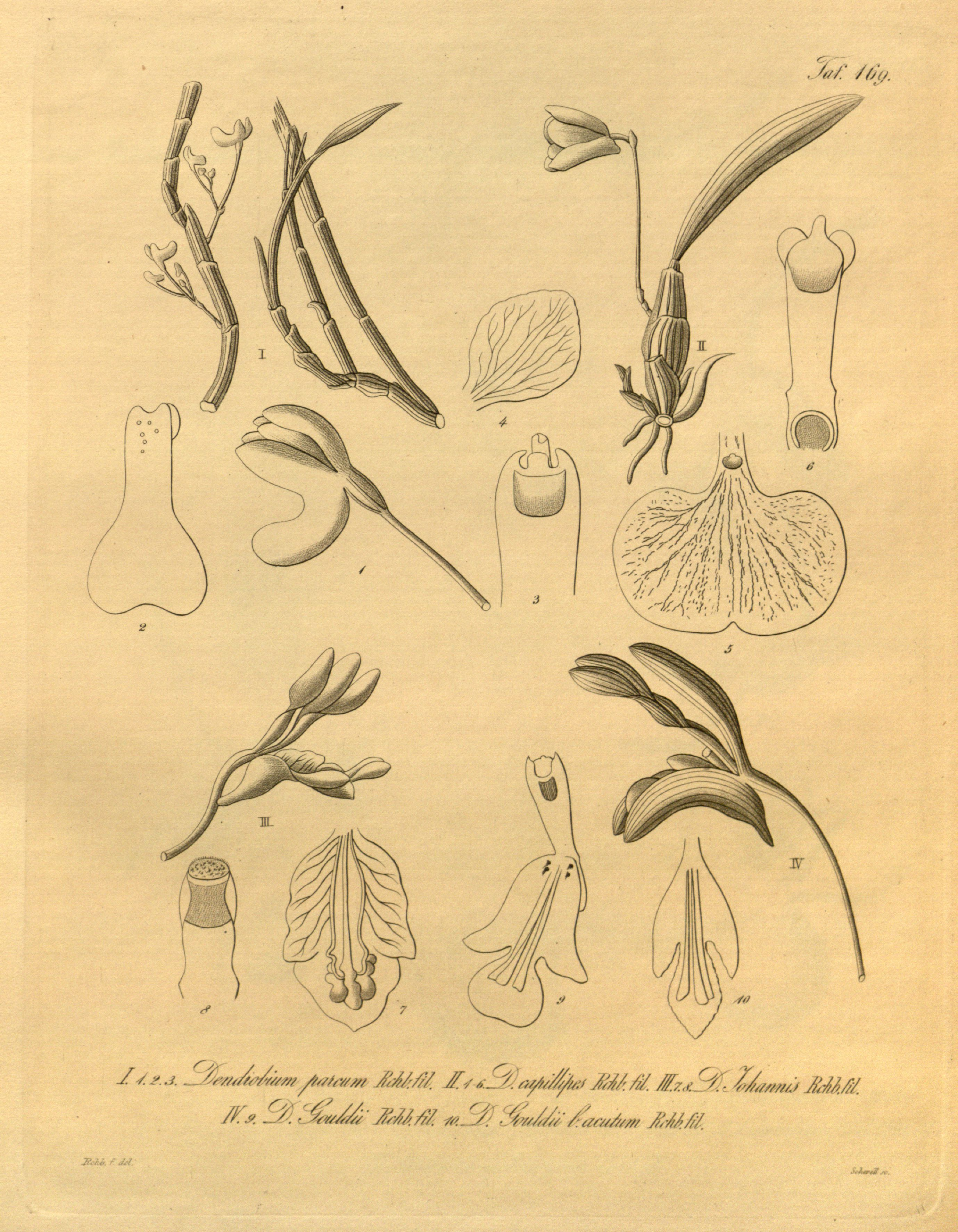
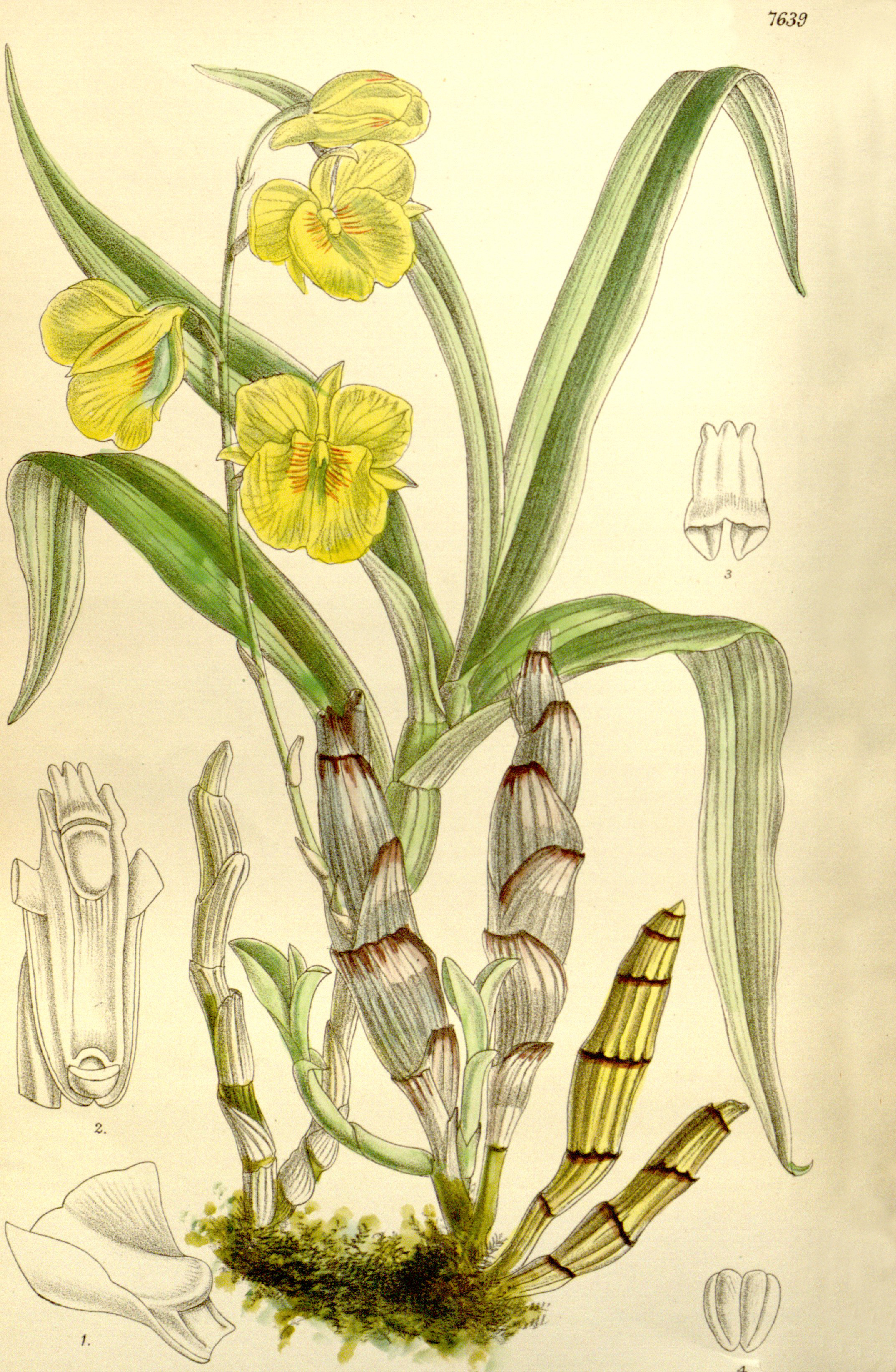